# Фе Аженская
Вера (Фуа) Аженская (фр. Foy от лат. fides; ум. в 303) — мученица, святая Католической церкви, память 6 октября (предполагаемый день казни). Её имя часто ошибочно транскрибируется как «Фе», но это некорректное заимствование из английского языка.

## Биография
Святая Вера родилась в городе Ажен, Франция в очень богатой галло-римской семье. Она защищала свою веру до смерти и была обезглавлена в возрасте тринадцати лет в 303 году, после трибунала римского проконсула Дациана, во время правления императора Максимина. Вместе с ней были казнены её сестра Альберта, св. Капрэ и иные христиане, жившие в Ажене.
Культ святой Веры был локальным до тех пор, пока в 866 году один монах из Конка, что в Руэрге, по имени Авариский не украл её мощи из храма, чтобы перенести их в свой монастырь. Этот монах провёл десять лет в Ажене, чтобы усыпить бдительность своих коллег.
Другое предание сообщает, что мощи святой Веры были помещены в укрытие из-за нашествия норманнов, которые опустошили берега Гаронны в 800-х годах.
Как бы то ни было, монастырь в Конке, находящийся на пути святого Иакова, стал процветать из-за большого числа паломников, останавливавшихся там для молитвы перед мощами святой мученицы.
Святую мученицу Веру весьма почитают во Франции, затем в Испании и Португалии. Конкистадоры привезли память о ней за океан. В честь неё названы города Санта Фе в США (штаты Нью-Мексико, Техас, Флорида, Миссури, Теннесси), в Аргентине — Санта Фе де ля Вера Крус, в Колумбии — Санта Фе де Богота и многие другие в Мексике, Гонудурасе, Панаме, Чили, Бразилии (22 места во всех странах с написанием Santa Fé, согласно бразильскому источнику «Atlas rodoviário Quatro Rodas»).
Её имя носят храмы в городе Селеста (Эльзас) и в Санкт-Фидене, нынешнем пригороде Санкт-Галлена, (Швейцария).